# Сирес Боляен
Сирес Боляен  (на ерзянски: Боляень Сыресь; на руски: Александр Григорьевич Болькин); 7 май 1958, Саранск) e украински обществен деец, ерзянски поет и преводач, инязор (главен старейшина) на ерзянския народ, председател на дружеството на ерзяните в Украйна Erźań val (на бълг. „Ерзянско слово“), съучредител на общественото движение Oĺačiv Rav-Ural (на бълг. „Свободен Идел-Урал“).

## Семейство и произход
Роден в руско-ерзянско семейство в Саранск. Майка – рускиня, баща – ерзя. Важна роля за формирането на ерзянската идентичност на Сирес Боляен изиграва баба му по бащина линия – Матрьона Бутяйкина, която разказва на внука си приказки, легенди и митове на ерзянския народ. Израства в Мордовия, бил е пионер, комсомолец. На първи курс на военното училище встъпва в редовете на КПСС. През 1978 година е изпратен да служи в Украйна, в Житомирска област. Впоследствие постъпва в Киевския институт на военновъздушните сили.
Интересна случка дава мощен тласък за развитието на националното му самосъзнание. През 1992 преподавателят на Боляен по история го моли да помогне на социалистите да опазят един от паметниците на Ленин в центъра на Киев от украинските националисти. Докато охранява паметника при Сирес отива Вячеслав Чорновил. По време на разговора украинският дисидент, който е излежавал присъди по фалшиви обвинения в мордовските лагери, улавя специфичния акцент на събеседника си и започва да говори с него за историята и културата на ерзянския народ. Оказва се, че Чорновил знае повече за ерзя от самия Боляен. Тогава Сирес си припомня, че баба му Матрьона му е пяла народни песни и му е разказвала приказки за ерзянските богатири, които победили многоглавата ламя. След разговора си с Черновил Боляен решава, че трябва да опазва не Ленин, а родната си култура.

## ДружествоЕрзян Вал
Сирес Боляен създава в Киев дружеството Erźań val, което има за цел да обедини ерзяните и техните наследници в столицата на Украйна. До началото на руската въоръжена агресия срещу Украйна (от 2014) активистите издават книги на ерзянски език, създават електронен ерзянско-руски речник. Благодарение на дейността си в дружеството Сирес укрепва украинско-ерзянските връзки. Превежда на ерзянски украински песни и стихотворения. Пише статии за издавания в Саранск вестник Эрзянь Мастор (бълг. „Страна на ерзяните“).

## Революция на достойнството и войната в Донбас
Участник в Революцията на достойнството. На 1 декември 2013 е жестоко пребит от беркутовци на улица „Банкова“ пред администрацията на тогавашния президент Виктор Янукович. Получава четири дълбоки рани на главата, фрактура на черепа, сътресение на мозъка, счупват му три ребра. След като оздравява започва заедно със свои приятели-ерзяни и семейството си да снабдява палатките на протестиращите на Майдан Незалежности с дърва за огрев. През последните най-опасни дни е на Майдана заедно със сина си и приятелите си.
След започването на руско-украинската война често посещава зоната на АТО (Антитерористична операция) с хуманитарна мисия. Помага за евакуацията на деца от детски домове от зоната на военните действия. По-късно е мобилизиран в редиците на 10-та отделна планинско-щурмова бригада на Украйна на Въоръжените сили на Украйна, участва в бойните действия.

## Обществено движение „Свободен Идел-Урал“
На 21 март 2018 Боляен заедно със своя татарски съратник Рафис Кашапов и украинския фино-унгарист Ростислав Мартинюк провеждат в киевския пресцентър Главком брифинг, на който обявяват за създаването на общественото движение „Свободен Идел-Урал“. В отговор на въпрос на журналистите Сирес обвинява Русия, че тя не само източва ресурсите на Идел-Урал и използва територията му като суровинен придатък, но и провежда политика на агресивна русификация по отношение на коренните народи.
Боляен нееднократно повдига пред властите на Република Мордовия въпроса за русификацията на ерзяните и настоява за усилване на ролята на ерзянския език в обществото, например моли Министерството на културата на Република Мордовия да дублира филмите от световната класика на държавните езици на републиката – ерзянски и мокшански. Предложението на Сирес не получава подкрепа от републиканската власт, но предизвиква широко обсъждане в средата на коренните народи на РФ.
Сирес Боляен е автор на редица обръщения от името на „Свободен Идел-Урал“ до различни международни организации. Например през януари 2019 той моли Върховния комисар на ОССЕ по въпросите на националните малцинства за помощ в поставянето на паметник на националния герой на ерзяните – Инязор Пургаз. По-късно се обръща по същия повод до Офиса на Върховния комисар на ООН по правата на човека. В своите обръщения моли адресатите да „помогнат за реализирането на правото на ерзянския народ да съхрани ерзянската си култура и да увековечи собствените си национални герои“.
По данни на The Jamestown foundation Боляен участва в лобирането и изиграва ключова роля при приемането на постановлението на Осмата Върховна Рада на Украйна (ВРУ) Обръщение на Върховната Рада на Украйна до Организацията на обединените нации, Парламентарната асамблея на Съвета на Европа, Парламентарната асамблея на НАТО, Парламентарната асамблея на ОССЕ, националните парламенти на държавите по света относно осъждане на нарушенията на правата на коренните народи на РФ и на временно окупираните територии на Украйна.

## Избиране за Инязор
На 13 юли 2019 г., в Ерзяно-Мокшания (Мордовия) се провежда Раскен Озкс – народно моление на ерзянския народ. Освен церемониална, Раскен Озкс играе важна обществена роля. Преди молението се събира Съветът на старейшините— Атян Езем, на който се обсъждат най-важните проблеми в живота на народа. Членовете на Атян Езем избират чрез тайно гласуване главен старейшина— Инязор за периода до следващия Раскен Озкс. Шест пъти подред за Инязор на ерзянския народ е избиран Пиргуж Кшуманцян. Но през 2019 г. Атян Езем възлага изпълнението на тази мисия на Сирес Боляен. Новият Инязор получава подкрепата на 12 от 18-те старейшини. Заради ескалацията на политическите репресии срещу активистите на националните движения в Руската федерация, ерзя взима решение да проведе церемонията по инавгурацията на новия Инязор в емиграция в Украйна.
На 12 септември 2019 година, в Дома на профсъюзите на Украйна, който е подпален по време на Евромайдана от проправителствените сили, а след това е възстановен, се провежда тържествена церемония по полагане на клетва от новия лидер на ерзянското национално движение. Церемонията по инавгурация се провежда при участието на ерзянска делегация от РФ, представители на ерзянските диаспори, украински политици и дипломати.
Представителят на киевската общност на ерзяните в Киев Кирдя Ожомасон съобщава, че мястото, където е трябвало да се проведе тържественото събитие, се пази в тайна до последния момент, за да се избегнат провокации. „Когато се готвихме за това събитие, ние решихме, че инавгурацията на новия Инязор трябва да бъде проведена на символично място, свързано с борбата за свобода, с достойнството и правата на човека. Именно заради това избрахме Информационния център на Музея на Майдана – зала в Дома на профсъюзите, който стана символ на борбата на украинците за свобода и достойнство“.
Церемонията се провежда на ерзянски език със синхронен превод на украински език. Присъстващите почитат с минута мълчание паметта на удмуртския учен Алберт Разин, който на 10 септември същата година в знак на протест срещу политиката на русификация се самозапалва пред сградата на Държавния съвет на Удмуртия.
Сред почетните гости на церемонията по инавгурация са народната депутатка на Украйна, секретарката на Комисията по външните работи на 9-та Върховна Рада на Украйна Соломия Бобровска; народният депутат на Украйна, бивш председател на ВРУ Андрий Парубий; мюфтията на Духовното управление на мюсюлманите на Украйна „Умма“ Саид Исмагилов; членът на Маджлиса на кримскотатарския народ Ескендер Бариев; бившата председателка на Комисията по външните работи на 8-та ВРУ Ханна Хопко, депутатите от 8-та ВРУ Ихор Луценко, Остап Йеднак, Юрий Сиротюк; украински учени и журналисти.
Предишният инязор Пиргуж Кшуманцян, който заема поста от 1999 година, връчва на своя наследник колар— нагръден знак, символ на властта. Сирес Боляен полага клетва на Инязор върху „Масторава“ – ерзянския национален епос.

### Реч пред ООН
На 21 април 2021 Сирес Боляен изнася реч на XX сесия на Постоянния форум на ООН по въпросите на коренните народи.
| „ | Ерзя ще може да преживее пандемията от COVID-19, но няма да може да оцелее в Руската федерация. Единствено международният натиск върху Москва може да ни защити от последната фаза на етноцида | “ |

В своето изказване той остро критикува Москва и призовава международната общност да засили натиска върху Руската федерация заради политиката ѝ по отношение на националните републики. Това е първата реч, която е произнесена пред ООН на ерзянски език, със синхронен превод на английски. В своето обръщение С. Боляен подчертава:
Боляен предава на секретариата на Форума заявление за нарушаването на правата на коренните народи в Руската федерация, в което са описани многобройните случаи на политически мотивирани преследвания и репресии срещу лидери и активисти на националните движения на татарите, ингушите, калмиките и бурятите.
Изказването на Инязора на ерзянския народ получава широк отклик в украинските медии.
Речта на Боляен привлича вниманието на американския политолог Пол Гобъл, украинската писателка Оксани Забужко, в същото време предизвиква възмущение сред лоялните на Кремъл организации на фино-угорските народи.

## Награди и отличия
- Лауреат на Ерзянската литературна премия (2014)[20].

## Интервюта
- Громадське. Россия уничтожает языки коренных народов (аудіо) – 03.08.2018
- Главком. Чим далі від російської мови, тим більше миру – 18.08.2018
- Oĺačiv Rav-Ural. Kevkst́emat raśkeń Ińazoront́eń – 13.09.2019
- Свободный Идель-Урал. В имперском государстве будущего для эрзянского народа нет – 22.10.2019
- ATR. Про історичні паралелі між долями ерзя та кримських татар (відео) – 25.10.2019
- Росія веде війну з усім вільним світом, – Сиресь Боляєнь, Інязор ерзянського народу // ВІДЕО[неработеща препратка]